# Embalse de Castrejón
El embalse de Castrejón es una obra de ingeniería hidroeléctrica construida en el curso medio del río Tajo, abarcando los municipios toledanos de La Puebla de Montalbán, Polán y Burujón, en la comunidad autónoma de Castilla-La Mancha, España.
Con una superficie de aproximadamente 750 hectáreas y una capacidad total de 44 hectómetros cúbicos, este embalse se utiliza principalmente para la generación de energía y el riego agrícola.

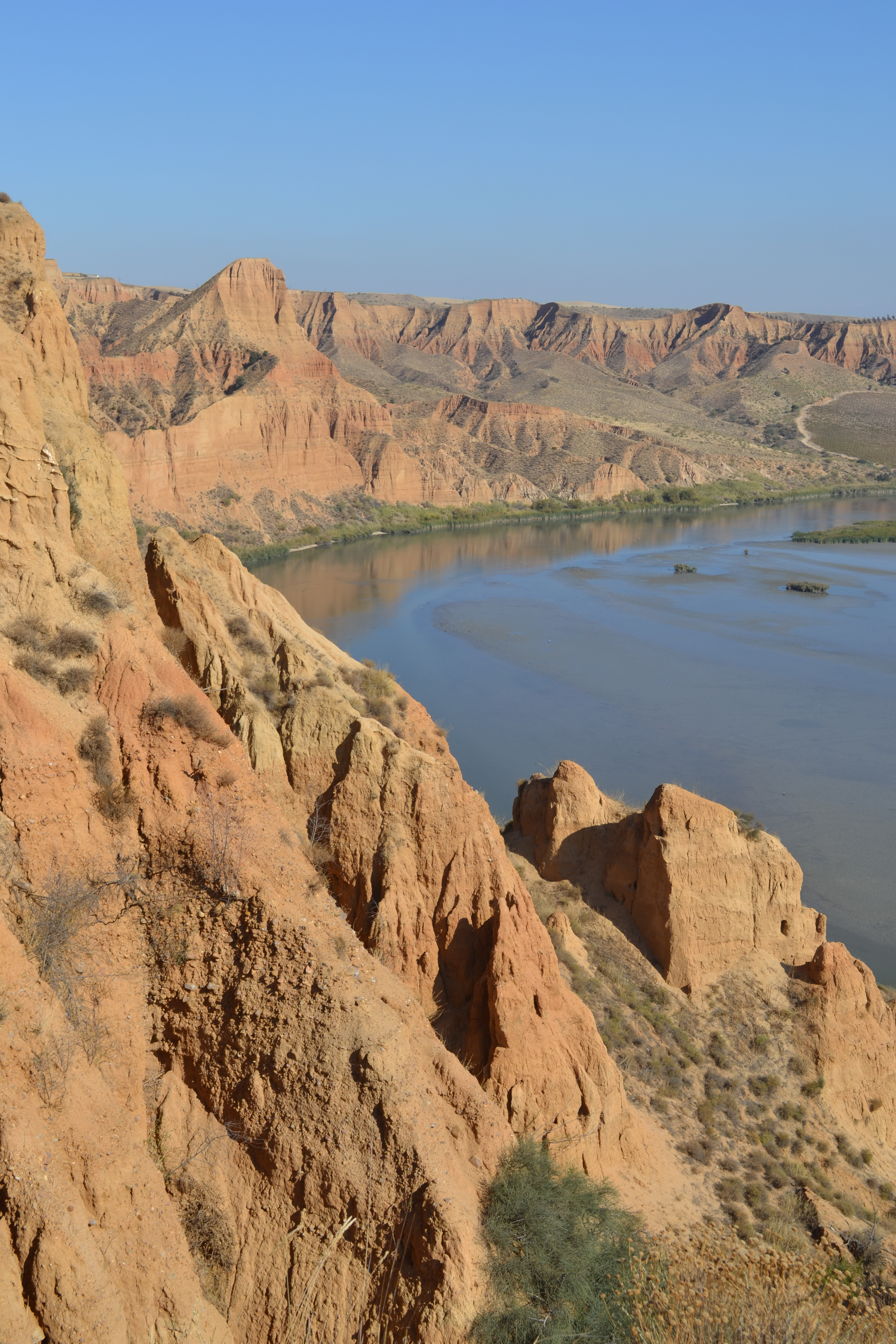
Barrancas de Burujón

El entorno del embalse es notable por las Barrancas de Burujón, también conocidas como Barrancas de Castrejón y Calaña. Estas formaciones sedimentarias, declaradas Monumento Natural en 2010, presentan impresionantes escarpes y cárcavas que ofrecen un espectáculo paisajístico singular. Además, albergan una diversidad de flora y fauna, incluyendo especies de aves rapaces como el águila-azor perdicera y el búho real.
En cuanto a la pesca, el embalse de Castrejón es conocido por la abundancia de carpas de pequeño tamaño. Sin embargo, es importante destacar que, según la Orden de Vedas de 2018, la pesca está restringida en gran parte del embalse, permitiéndose únicamente en un tramo de 600 metros en la margen derecha, desde las compuertas aguas arriba.